# فرط حجم الدم
فرط حجم الدم (بالإنجليزية: Hypervolemia)‏ وهي حالة طبية تتميز بزيادة حجم السوائل في الدم. وهي عكس صدمة نقص حجم الدم، والتي تعني نقص كمية السوائل في الدم. يتكون حجم السائل الزائد في الحيز داخل الوعاء كنتيجة لزيادة كمية الصوديوم في الجسم مما يترتب على ذلك زيادة ماء الجسم خارج الخلية.

## الأسباب
استهلاك الصوديوم والسوائل بكميات كبيرة:
- علاج بالقسطرة الوريدية التي تحتوي على الصوديوم.
- كرد فعل لنقل الدم بشكل سريع.[2]
- استهلاك عالي من الصوديوم.

أحتباس الماء والصوديوم:
- قصور القلب.
- تشمع الكبد.
- متلازمة كلوية.
- العلاج بواسطة كورتيزون.
- فرط الألدوستيرونية.
- استهلاك البروتين بكمية منخفضة.

## علامات وأعراض
تتراكم وتتجمع السوائل (الماء والملح) في أماكن مُختلفة من الجسم ويؤدي إلى زيادة الوزن، حبن بسبب تجمع السائل في البطن، وذمة في الساقين والذراعين ووذمة الرئة مما يؤدي إلى تقليل كمية الأوكسجين التي تنتقل عبر الدم، والذي يُسبب ضيق التنفس وضيق التنفس الليلي الانتيابي.

## المضاعفات
من المضاعفات الأكثر شيوعًا لفرط حجم الدم هو حدوث قصور القلب الاحتقاني. ومن الممكن أن يُصاحبه نقص صوديوم الدم.

## اقرأ أيضا
- الوذمة

ّّ* انصباب جنبي
- مدر البول